# آندرانیک پیلویان
آندرانیک سورنی پیلویان (Անդրանիկ Սուրենի Փիլոյան؛ زادهٔ ۱۴ اوت ۱۹۶۲) یک سیاستمدار و فرد نظامی اهل ارمنستان است که از تاریخ ۲۰ نوامبر ۲۰۲۰ تا ۱ آوریل ۲۰۲۲ در دولت سوم نیکول پاشینیان سمت وزیر وضعیت‌های اضطراری ارمنستان را برعهده داشت.

## زندگی‌نامه
در ۱۴ اوت ۱۹۶۲ در ماسیس به دنیا آمد . وی همچنین برنده hy:«Մարտական խաչ» 1-ին աստիճանի շքանշան (Հայաստան) و قهرمان ملی ارمنستان (۲۲ اکتبر ۲۰۲۰) شده‌است.